# اسکای آتلانتیک
 اسکای آتلانتیک  (به انگلیسی: Sky Atlantic) یک شبکه تلویزیونی متعلق به گروه اسکای بریتانیا است. این شبکه در سال ۲۰۱۱ میلادی تأسیس شده و در بریتانیا و ایرلند برنامه پخش می‌کند.
این شبکه با کیفیت‌های استاندارد و اچ‌دی پخش می‌شود. برنامه‌های این شبکه عمدتاً از شبکه‌های آمریکایی تأمین می‌شود که شامل فیلم، سریال و برنامه‌های هنری از شبکه اسکای آرتس است.